# Dictyocaryum ptarianum
Dictyocaryum ptarianum là loài thực vật có hoa thuộc họ Arecaceae. Loài này được (Steyerm.) H.E.Moore & Steyerm. mô tả khoa học đầu tiên năm 1967.